# Chiesa di Maria Santissima Madre di Dio
La chiesa di Maria Santissima Madre di Dio è la parrocchiale di Cannole, in provincia di Lecce e arcidiocesi di Otranto; fa parte del vicariato di Maglie.

## Storia
La chiesa madre di Cannole, consacrata sotto il titolo di Maria Santissima Madre di Dio, venne edificata a cavallo tra i secoli XVI e XVII; nel 1649 fu realizzato l'altare laterale del Rosario, a cui s'aggiunse nel 1668 quello della Sacra Famiglia.
Nel 1743 la struttura subì ingenti lesioni a causa di un evento sismico, in conseguenza del quale si rese necessario un restauro; nel 1757 la parrocchiale fu interessata da un ampliamento che previde l'aggiunta del transetto.
L'abside venne realizzata nel 1885 e nello stesso anno si provvide a modificare il presbiterio; nel 1936 la chiesa fu danneggiata da un incendio e dovette pertanto poi venir ripristinata.
Negli anni ottanta la parrocchiale fu rimaneggiata, mentre il definitivo intervento di adeguamento secondo le norme postconciliari venne condotto nella prima metà degli anni 2000.

## Descrizione

### Esterno
La facciata a capanna della chiesa, rivolta a occidente e caratterizzata da paraste angolari, presenta centralmente il portale d'ingresso, sormontato da una piccola nicchia, e sopra una finestra timpanata ed è coronata dal frontone triangolare spezzato.
Annesso alla parrocchiale è il campanile a base quadrata, la cui cella presenta su ogni lato una monofora a tutto sesto ed è coronata dalla cupoletta poggiante sul tamburo.

### Interno
L'interno dell'edificio, la cui pianta è crociforme, si compone di un'unica navata, sulla quale si affacciano i due bracci del transetto, introdotti da ampi archi a tutto sesto, e le cui pareti sono scandite da lesene sorreggenti la trabeazione modanata e aggettante sopra la quale si impostano le volte a stella; al termine dell'aula si sviluppa il presbiterio, rialzato di tre gradini, ospitante l'altare maggiore e chiuso dall'abside di forma semicircolare.